# Джамоат імені Саїдкула Турдієва
Джамоат імені Саїдку́ла Турді́єва (тадж. Ҷамоат ба номи Саидқул Турдиев) — джамоат у складі району імені М. С. А. Хамадоні Хатлонської області Таджикистану.
Адміністративний центр — село Сомонійон.
Населення — 11 095 осіб (2020) ( 9228 в 2009).
До складу джамоату входять 5 сіл:
| Населений пункт | Стара назва                         | Населення, осіб (2009) | Населення, осіб (2010) |
| --------------- | ----------------------------------- | ---------------------- | ---------------------- |
| Богістон        | Бешкаппа                            | 635                    | 674                    |
| Ікбол           | Отділення №3 совхоза імені Турдиєва | 903                    | 915                    |
| Обшорон         | Отділення №2 совхоза імені Турдиєва | 2293                   | 2336                   |
| Саййод          | -                                   | 1071                   | 1100                   |
| Сомонійон       | Метінтугай                          | 4326                   | 4365                   |